# František Maria od Kříže
Blahoslavený Jan Křtitel Jordan, řeholním jménem František Maria od Kříže (16. června 1848 Gurtweil – 8. září 1918, Tafers) byl německý římskokatolický kněz a zakladatel kongregace salvatoriánů.
Narodil se na jihu Německa v Gurtweilu do chudé rodiny. O rodinu se starala matka pradlena, protože otec byl invalida. Jan Jordan vstoupil do kněžského semináře ve Freiburgu a v roce 1878 byl vysvěcen na kněze. Kvůli proticírkevním zákonům slavil svou primici v Döttingenu, těsně za hranicemi Německa. Odešel studovat do Říma, dostal stipendium a studoval arabštinu, arménštinu, koptštinu a syrštinu. Roku 1880 odcestoval do Svaté země. Založil Společnost Božského Spasitele, jejíž členové měli být ochotni konat každou práci. Zemřel 8. září 1918. Byl pohřben ve švýcarském Tafersu, když měly být jeho ostatky převezeny do Říma, taferští věřící proti tomu protestovali.
Roku 2011 jej papež Benedikt XVI. beatifikoval, církev si jeho svátek připomíná 8. září.